# Trifolium wentzelianum
Trifolium wentzelianum är en ärtväxtart som beskrevs av Hermann August Theodor Harms. Trifolium wentzelianum ingår i släktet klövrar, och familjen ärtväxter. Inga underarter finns listade i Catalogue of Life.